# 2025年コンゴ東部紛争
2025年コンゴ東部紛争は2025年に起きたコンゴ東部での大規模な戦闘。2025年以降反政府武装勢力M23が大規模な攻勢を開始し、コンゴ東部で勢力を拡大している。

## 経過

### 1月~2月
2025年1月27日、M23が北キヴ州州都ゴマ の制圧を宣言。この戦闘で17人が死亡し、300人以上が負傷した。またこの攻勢の直前にはルワンダ軍がM23支援のため国境を越えたとコンゴ政府は非難している。この事件に対しアントニオ・グテーレス国連事務総長はルワンダに対し、コンゴ民主共和国の領土から部隊を撤退させ、M23の前進を止めるよう求めた。ゴマ市内ではムンゼンゼ刑務所から囚人数百人が脱獄。女性受刑者165～167人が強姦の後殺害された。
2月5日、東部の第2の都市ブカヴから約100キロのニャビブウェがM23により占領された。
2月14日、M23はブカヴの北約30キロに位置する主要空港を占拠。そこから、南キヴ州の州都のブカヴ市内に向けてゆっくりと進軍を開始した。
2月16日、コンゴ政府はM23によるブカヴの制圧を認め、政府軍は撤退したとした。

### 3月
3月4日、ドイツ政府はコンゴ東部での戦闘を巡り、M23を支援するコンゴの隣国ルワンダに対する新たな開発援助の停止を発表。またカナダ政府も3日、輸出規制などの制裁を公表した。
3月18日、コンゴのチセケディ大統領はルワンダのカガメ大統領と会談。仲介国のカタールおよびアンゴラと共に「即時かつ無条件の停戦」を求める共同声明を出した。しかし、M23はこれを一蹴し、国軍に武器を置き、チセケディ氏を逮捕するよう求めている。
3月19日、M23は深夜にワリカレに入り、ほぼ抵抗を受けることなく中心部に到達した。ワリカレは東部最大の都市ゴマの北西約125キロに位置し、第4の都市キサンガニの400キロ圏内にある。
3月22~23日、支配下に置いたワリカレから部隊を撤退させると表明。国連はこの決定を歓迎、撤退を機に停戦交渉を加速させるよう促した。
3月24日、M23はSNSへの声明で、「軍と同盟民兵がワリカに攻撃ドローンを送り込んできた」と主張し、攻撃を強化すると発表した。